# Архитектура на избора
Aрхитектурата на избора е проектирането на различни начини, по които изборът може да бъде представен на потребителите, както и въздействието на това представяне върху решенията на потребителите. Например броят на представените решения, начинът, по който са описани атрибутите, и наличието на решение „по подразбиране“ могат да повлияят на избора на потребителя. В резултат на това защитниците на свободния патернализъм и асиметричния патернализъм са одобрили умишленото проектиране на архитектура на избор, за да накарат потребителите да насочат потребителите към желаното лично и социално поведение като спестяване за пенсионна възраст, избор на по-здравословни храни или регистрация като донор на органи. Тези интервенции често се оправдават с факта, че добре проектираните архитектури на избор могат да компенсират нерационалните отклонения при вземането на решения, за да се подобри благосъстоянието на потребителите. Докато много учени подчертават, че няма неутрална архитектура на избора и че потребителите запазват автономия и свобода на избор, въпреки манипулациите от страна на архитектурата на избор, критиците на свободния патернализъм често твърдят, че изборните архитектури, предназначени да преодолеят нерационалните отклонения в решенията, могат да са в ущърб на рационални фактори. Например чрез ограничаване на избора или подкопаване индивидуалността на човека и на моралната автономия.

## История
Терминът „архитектура на избора“ е споменат за пръв път от Ричард Талер и Кас Сънстейн в книгата им „Побутване: По-добрите решения за здраве, благосъстояние и щастие“. Талер и Сънстейн подкрепят обмисления дизайн на архитектурата на избора като средство за подобряване на вземането на решения от страна на потребителите, като се минимизират пристрастията и грешките, които възникват в резултат на ограничената рационалност. Този подход е пример за „либертариански патернализъм“ – философия, подкрепяна от Талер и Сънстейн, която има за цел да „побутне“ индивидите към това да правят избори, които са в техен интерес, без да ограничават цялостния им избор. Либертарианският патернализъм може също да бъде описан като мек патернализъм.
Поведенческите учени групират елементите на архитектурата на избора по различни начини. Например Талер, Сънстейн и Джон П. Балц се фокусирали върху следните „инструменти“ на архитектурата на избора: избори по подразбиране, очакване на грешка, разбиране на „карти“ (което включва проучване на различните начини, по които представянето на информация влияе върху сравняването на възможности), даване на обратна връзка, структуриране сложни решения и създаване на стимули. Друга група водещи поведенчески учени е създала типология на елементите на архитектурата на избора, разделяйки ги на такива, които структурират избора, и такива, които описват избора. Примери за структуриране на избора са: броят на алтернативите, помощните средства при вземане на решения, избори по подразбиране и избори във времето. Описанието на вариантите на избор включва: опции и атрибути за разделяне и атрибути за проектиране.

## Елементи
Изследванията в областта на поведенческата икономика показват, че индивидите са склонни да бъдат обект на предсказуеми отклонения, които могат да доведат до грешки при вземането на решения. Следващите раздели описват тези отклонения, както и начините, по които те могат да бъдат сведени до минимум чрез промяна на контекста на решението чрез архитектурата на избора.

### Намаляване на пренасищането на избора
Класическата икономика прогнозира, че осигуряването на повече възможности ще подобри цялостната полезност на потребителите или поне ще я остави непроменена. Въпреки това всеки допълнителен избор изисква допълнително време и внимание, за да се оцени. Поведенческите икономисти показват, че в някои случаи предоставянето на много възможности за избор на потребителите може да намали мотивацията им да направят този избор, както и да намали на удовлетвореността направения избор. Това явление често се нарича претоварване на избора, преизбиране или тирания на избора. Въпреки това значението на този ефект се различава значително в различните ситуации. Архитектите на избора могат да намалят претоварването на избора чрез ограничаване на алтернативите или чрез предоставяне на инструменти за подпомагане на решенията.
Архитектите на избора могат да изберат да ограничат възможностите за избор, въпреки това, ограничаването на избора може да доведе до намаляване на благосъстоянието на потребителите. Това е така, защото колкото по-голям е броят възможните на избори, толкова по-голяма е вероятността направените избори да включват и оптималния избор за всеки потребител. В резултат на това, идеалният брой алтернативи ще зависи от познавателните усилия, необходими за оценка на всеки вариант и хетерогенността на нуждите и предпочитанията на потребителите.
Тъй като потребителските решенията се взимат все повече и повече онлайн, потребителите разчитат на търсачките и системите за препоръки на продукти за намиране и оценка на продукти и/или услуги. Тези типове помощни средства за търсене и вземане на решения намаляват времето и усилията, свързани с търсенето на информация, но също така имат силата неусетно да оформят решения, зависими от представените продукти, контекста на представянето и начина, по който са подредени. Например изследванията на потребителски стоки, като виното, показват, че разширяването на онлайн търговията на дребно е направило по-лесно за потребителите да събират информация за продуктите и да сравняват алтернативите, като ги правят по-отзивчиви към информацията за цените и качеството.

### Изборни варианти по подразбиране
Голяма част от изследванията показват, че при равни други условия, е по-вероятно потребителите да изберат варианти по подразбиране. Вариант по подразбиране се дефинира като рамка за избор, в която един избор е предварително селектиран, така че хората да трябва активно да предприемат стъпки, за да изберат друг вариант. Вариантите по подразбиране могат да имат много форми, вариращи от автоматичното записване на студенти в университетските здравноосигурителни планове до формуляри, които по подразбиране са за конкретен вариант, освен ако не се променят.
Предложени са няколко механизма, за да се обясни влиянието на изборните варианти по подразбиране. Например, индивидите могат да интерпретират изборните варианти като препоръки на политиците, когнитивни предубеждения, свързани с нежелание за загуба или потребителите да не успеят да се откажат от вариантите по подразбиране поради свързани усилия. Важно е да се отбележи, че тези механизми не се изключват взаимно и тяхното относително влияние вероятно ще се различава в различния контекст при вземане на решения.
Типовете изборни варианти по подразбиране включват прости такива, при които един вариант автоматично се избира за всички потребители, принудителен избор, при който даден продукт или услуга не се предоставят, докато потребителят не направи проактивен подбор, и сензорни варианти по подразбиране, при които вариантът е предварително избран, въз основа на друга информация, събрана за конкретни потребители. Изборите, които правим често и многократно могат да бъдат засегнати и от вариантите по подразбиране. Например постоянните изборни варианти по подразбиране могат да се възобновяват, независимо от минали решения, докато повторно възникващите варианти по подразбиране „помнят“ предишни решения и ги използват като варианти по подразбиране. Също така, предсказуемите варианти по подразбиране използват алгоритми за задаване на стандартни стойности въз основа на друго подобно поведение.

### Избор във времето
Избори с резултати, които се проявяват в бъдеще, ще бъдат повлияни от няколко отклонения. Например, индивидите са склонни да бъдат късогледи, предпочитайки положителни резултати в настоящето за сметка на бъдещи резултати. Това може да доведе до поведение като преяждане или изпадане в преразход в краткосрочен план за сметка на дългосрочните резултати по отношение на здравето и финансовата сигурност. Освен това, прогнозите на отделните индивиди за бъдещето са неточни. Когато бъдещето е несигурно, те могат да надценят вероятността за забележителни или желани резултати и като цяло са прекалено оптимистични за бъдещето, например приемайки, че в бъдеще ще имат повече време и пари, отколкото това ще бъде факт в действителност.
Въпреки това изследванията показват, че съществуват няколко начина за структуриране на архитектурата на избора, за да се компенсират или намалят тези отклонения. Например, изследователи демонстрират подобрени начини на вземане на решения, като се обърне внимание на бъдещи резултати от взети решения или като се наблегне на вторите най-добри възможности. В допълнение, офертите за ограничено време могат успешно да повлияят за намаляване на отлагането да се вземе решение.

### Групиране на варианти и атрибути
Начините, по които вариантите и атрибутите са групирани, влияят на правените избори. Примери за групиране на вариантите включват разделяне на бюджета на домакинство на категории (например наем, храна, комунални услуги, транспорт и т.н.) или категории инвестиции (например недвижими имоти, акции, облигации и др.). Примери за групиране на атрибутите включват начина, по който атрибутите са групирани, например един етикет може да групира няколко свързани атрибута заедно (например удобно) или да ги изброи поотделно (например кратко време за изпълнение, малко почистване, ниско ниво на поддръжка). Броят и видът на тези категории е важен, защото индивидите имат склонност да разпределят поравно ограничените ресурси помежду си. Хората са склонни да разделят инвестициите върху опциите, изброени в плановете на 401К, които благоприятстват еднакво разпределение на ресурсите и разходите между отделните лица (при равни други условия) и са пристрастни към това да възлагат равни вероятности на всички събития, които биха могли да възникнат. В резултат на това общото потребление може да се промени в зависимост от броя и видовете категоризации. Например, купувачите на автомобили могат да бъдат насочвани към по-отговорни покупки чрез изброяване на практическите атрибути (пробег на газта, безопасност, гаранция и т.н.) и сумиране на по-малко практичните атрибути (т.е. скоростта, радиото и дизайнът са групирани заедно под етикета „стил“).

### Предпазване от пренасищане с атрибути
В най-оптималния вариант потребителите ще вземат под внимание всички атрибути на продукта, когато избират между различни варианти. Въпреки това, поради когнитивни ограничения, потребителите могат да се сблъскат със сходни на оценяването на множество варианти предизвикателства, когато трябва да избират между множество атрибути. В резултат на това архитектите на избори могат да ограничат броя на атрибутите, като претеглят когнитивните усилия, необходими за оценката на множество атрибути срещу стойността на подобрената информация. Това може да доведе до възникването на предизвикателства, ако потребителите се интересуват от различните атрибути. Онлайн формулярите, които позволяват на потребителите да сортират търсенето си спрямо различни атрибути, би трябвало да сведат до минимум когнитивните усилия за оценка на много варианти, без да се губи възможността за избор.

### Тълкуване на атрибутите
Представянето на информация за атрибутите може също да намали когнитивните усилия, свързани с обработката, както и да намали грешките. Това може да се постигне чрез увеличаване на възможността за оценяване и тази за сравняване на атрибутите. Например, да се използват такива мерни единици, каквито ще се възприемат най-бързо и лесно от потребителите. Архитектите на избора могат да повлияят върху решенията, като добавят оценъчни етикети (напр. добро срещу лошо или високо спрямо ниско) към цифрови показатели, изчислявайки последствията (например превръщането не потреблението на енергия в емисии на парникови газове), или чрез промяна на мащаба на показателя (например изброяване на месечните разходи спрямо годишните разходи).

## Примери
Концепцията за архитектура на избора съществува в редица области. Например работата на Б. Дж. Фог над компютрите като убедителни технологии, концепцията за маркетинг на разрешенията, както е описано от Сет Годин, както и като оформящи операции във военната наука. Архитектурата на избора е подобна и на концепцията за „херестика“ или манипулация, която води до промяна в резултатите без да променя основните предпочитания на хората, описана от политолога Уилям Х. Рикер. Архитектурата на избора е въведена и в няколко публични и частни области. Варианти на плана „Спести Повече Утре“ (замислени от Ричард Талер и Шломо Бенартци, който се състои в това лицата предварително да искат да разпределят част от бъдещите увеличения на заплатите към спестяванията) са приети от компаниите, за да увеличат пенсионните спестявания на служителите.
Лев Вирин и Майкъл Тръмпер прилагат концепцията за архитектура на избора към управлението на проекти (project management). Те предлагат инженерството на избора като рамка за изборна архитектура за подобряване на решенията по отношение на проекти. Ръководителите на проекти правят предвидими, повтарящи се грешки, които могат да доведат до неуспех на проекта. Инженерството на избора е създаването на процеси или среда, в които ръководителите на проекти ще бъдат насочвани към взимането на по-добри избори. Примери за такива процеси са използването на чеклистове и готови шаблони, въвеждане на одит на проекта, вместо прилагане на пряк контрол, опредоставяне на абсолютно цялата информация на членовете на екипа и други процеси. Вирин и Тръмпер твърдят, че в много случаи, особено за по-малки проекти, би било по-изгодно да се използва Инженерство на избора вместо да се прилагат строги и сложни процеси за управление на проекти.

## Предизвикателства
Намесата на архитектурата на избора може да не успее да постигне желания резултат поради няколко причини. Първо, индивидуалните различия могат да накарат потребителите да реагират по различен начин на информацията. Либералите и консерваторите например реагират по различен начин на информацията относно екологичните последици начините, по които се използва енергията. Второто голямо предизвикателство е да се прецени дали архитектурата на избора всъщност подобрява вземането на решения или не. Един от начините за оценка на това е оценката на потребителския опит, след като изборът е направен както в краткосрочен, така и в дългосрочен план.

## Терминология
Архитектът на избор е човек, който оформя възможните варианти (например някой, който решава как да бъдат подредени сродни продукти в супермаркет).
Либертарианският патернализъм представлява идеята, че е напълно възможно и законно частните и публичните институции да влияят на поведението на хората, като същевременно зачитат свободата им на избор.